# Dąbrowa Tomaszowska
Dąbrowa Tomaszowska (dawniej Dąbrowa) – wieś w Polsce położona w województwie lubelskim, w powiecie tomaszowskim, w gminie Tomaszów Lubelski. Częściowo leży przy drodze krajowej 17.
W latach 1975–1998 miejscowość należała administracyjnie do województwa zamojskiego.
Wieś jest sołectwem w gminie Tomaszów Lubelski. Według Narodowego Spisu Powszechnego z roku 2011 wieś liczyła 222 mieszkańców.
| SIMC    | Nazwa     | Rodzaj |
| ------- | --------- | ------ |
| 0902062 | Pod Lasem | część  |

Wierni Kościoła rzymskokatolickiego należą do parafii Zwiastowania Najświętszej Maryi Panny w Tomaszowie Lubelskim.